# Todd Cantwell
Todd Owen Cantwell (* 27. Februar 1998 in Dereham) ist ein englischer Fußballspieler, der aktuell bei den Blackburn Rovers unter Vertrag steht. Der Mittelfeldspieler war zudem englischer U-21-Nationalspieler.

## Karriere

### Verein
Im Alter von 10 Jahren schloss sich Todd Cantwell der Jugendabteilung von Norwich City an. Durch seine beeindruckenden Leistungen in der Reservemannschaft wurde er für die Auszeichnung zum besten Spieler der Saison 2016/17 in der Premier League 2 nominiert, gewann sie aber letztlich nicht. Im Oktober 2017 war er erstmals im Spieltagskader der ersten Mannschaft gelistet, kam jedoch vorerst zu keinem Einsatz. Sein Debüt im Trikot der Canaries bestritt er dann am 17. Januar 2018 bei der FA-Cup-Niederlage gegen den FC Chelsea.
Um Spielpraxis zu sammeln, wurde er noch am 28. Januar zum niederländischen Zweitligisten Fortuna Sittard ausgeliehen. Sein Debüt gab er dann 2. Februar (23. Spieltag), als er bei der 0:2-Auswärtsniederlage gegen den FC Volendam startete. Bereits drei Wochen später erzielte er beim 1:1-Unentschieden bei der NEC Nijmegen sein erstes Tor. In zehn Einsätzen erzielte er in der Spielzeit 2017/18 zwei Tore und bereitete drei weitere vor.
Nach seiner Rückkehr zu Norwich City schaffte er es in der Saison 2018/19, in die Rotation der Mannschaft von Trainer Daniel Farke vorzudringen. Am 19. September (8. Spieltag) bestritt er beim 2:1-Auswärtssieg gegen den FC Reading sein erstes Spiel in der zweitklassigen EFL Championship. Am 1. Dezember 2018 traf er beim 3:1-Heimsieg gegen Rotherham United erstmals im Profibereich für die Canaries. Mit seinem Verein erlebte er eine sehr starke Spielzeit, die mit dem Meistertitel und dem damit resultierenden Aufstieg in die Premier League belohnt wurde. Cantwell kam zu 24 Ligaeinsätzen, in denen er ein Tor erzielte und zwei vorbereitete.
In der folgenden Saison 2019/20 gab Daniel Farke Cantwell das Vertrauen und setzte ihn zum Ligabeginn als Starter auf der linken Flügelseite ein. Beim 3:1-Heimsieg gegen Newcastle United am 17. August (2. Spieltag) bereitete er zwei Tore Teemu Pukkis vor. Eine Woche später traf er bei der 2:3-Heimniederlage gegen den FC Chelsea erstmals in der höchsten englischen Spielklasse.

### Nationalmannschaft
Zwischen dem 28. Juli und dem 2. August 2014 bestritt Todd Cantwell vier freundschaftliche Länderspiele für die englische U-17-Nationalmannschaft, in denen er ein Tor erzielen konnte.
Im September 2019 wurde Todd Cantwell englischer U-21-Nationalspieler.

## Erfolge
Norwich City
- EFL Championship: 2018/19, 2020/21